# Horadiz
Horadiz (también conocida como Goradiz, Gorodiz y Geradiz) es una ciudad y municipio del raión de Füzuli, Azerbaiyán. Tiene una población de 7600 habitantes. Durante la guerra del Alto Karabaj estuvo ocupada por tropas armenias y artsajíes, desde el 24 de octubre de 1993 hasta el 5 de enero de 1994, cuando fue retomada por las Fuerzas Armadas de Azerbaiyán. Horadiz obtuvo el estatus de ciudad el 23 de octubre de 2007. Es el centro administrativo temporal del raión de Füzuli debido a la ocupación artsají de Füzuli desde el 23 de agosto de 1993.